# Port lotniczy Cooktown
Port lotniczy Cooktown (IATA: CTN, ICAO: YCKN) – port lotniczy położony 7,5 km od Cooktown, w stanie Queensland, w Australii.